# Mariela Coronel
Mariela del Carmen Coronel, née le 20 juin 1981 à Santiago del Estero, est une footballeuse internationale argentine qui joue comme milieu de terrain pour le club espagnol de Liga F Alhama CF.

## Biographie

### En club
Elle a précédemment joué pour le Club Atlético Independiente et San Lorenzo de Almagro dans son pays, ainsi que pour le Villarreal CF et le CD Transportes Alcaine en Espagne,.

### En équipe nationale
Mariela Coronel représente l'Argentine à la Coupe du monde féminine de 2003, aux Jeux panaméricains de 2007 et aux Jeux olympiques d'été de 2008. Elle marque un but lors de la Copa América Femenina de 2018.

## Statistiques

### Buts internationaux
| N° | Date             | Lieu                                                   | Adversaire | Score | Résultat | Compétition                                        |
| -- | ---------------- | ------------------------------------------------------ | ---------- | ----- | -------- | -------------------------------------------------- |
| 1  | 12 novembre 2006 | Stade José María Minella de Mar del Plata en Argentine | Chili      | 2–0   | 8–0      | Championnat sud-américain de football féminin 2006 |
| 2  | 16 avril 2018    | Estadio La Portada de La Serena au Chili               | Colombie   | 3–1   | 3–1      | Copa América féminine 2018                         |